# Salcito
Salcito är en ort och kommun i provinsen Campobasso i regionen Molise i Italien. Kommunen hade 646 invånare (2018).